# Mongoleon kaszabi
Mongoleon kaszabi är en insektsart som beskrevs av Hölzel 1970. Mongoleon kaszabi ingår i släktet Mongoleon och familjen myrlejonsländor. Inga underarter finns listade i Catalogue of Life.